# Gekamde fijileguaan
De gekamde fijileguaan (Brachylophus vitiensis) is een hagedis uit de familie leguanen.

## Naam en indeling
De wetenschappelijke naam van de soort werd voor het eerst voorgesteld door John Richard Hutchinson Gibbons in 1981. De hagedis is ontdekt dankzij de film The Blue Lagoon. Een van de scenes in de film toont een leguaan op een afgelegen eiland. Gibbons zag deze hagedis en reisde af naar het eiland om vast te stellen dat het een nieuwe soort betrof.

## Uiterlijke kenmerken
De kopromplengte is maximaal 25 centimeter exclusief staart. De gekamde fijileguaan is hiermee de grootste soort uit het geslacht Brachylophus. De gekamde fijileguaan dankt de Nederlandstalige naam aan de relatief hoge kam van anderhalve centimeter lange stekels op de rug en nek. De kam is bij de andere soorten aanmerkelijk lager. De kleur is helder groen tot grasgroen, zowel de mannetjes als de vrouwtjes hebben een aantal dun zwart omzoomde witte dwarsbanden op de rug. Bij alle andere Brachylophus- soorten hebben alleen de mannetjes dergelijk banden en zijn de vrouwtjes uniform gekleurd. Wanneer het dier verstoord wordt of geïrriteerd raakt verandert de kleur in korte tijd drastisch van lichtgroen naar zwart.

## Levenswijze
De leguaan is een herbivoor die planten eet, voornamelijk van de plant Vavaea amicorum. De vrouwtjes zetten eieren af in zelfgegraven holen. Een legsel bestaat uit twee tot vier eieren, die er tot negen maanden over doen om uit te komen. Deze incubatietijd eis een van de langdurigste in de hagedissenwereld.

## Verspreiding en habitat

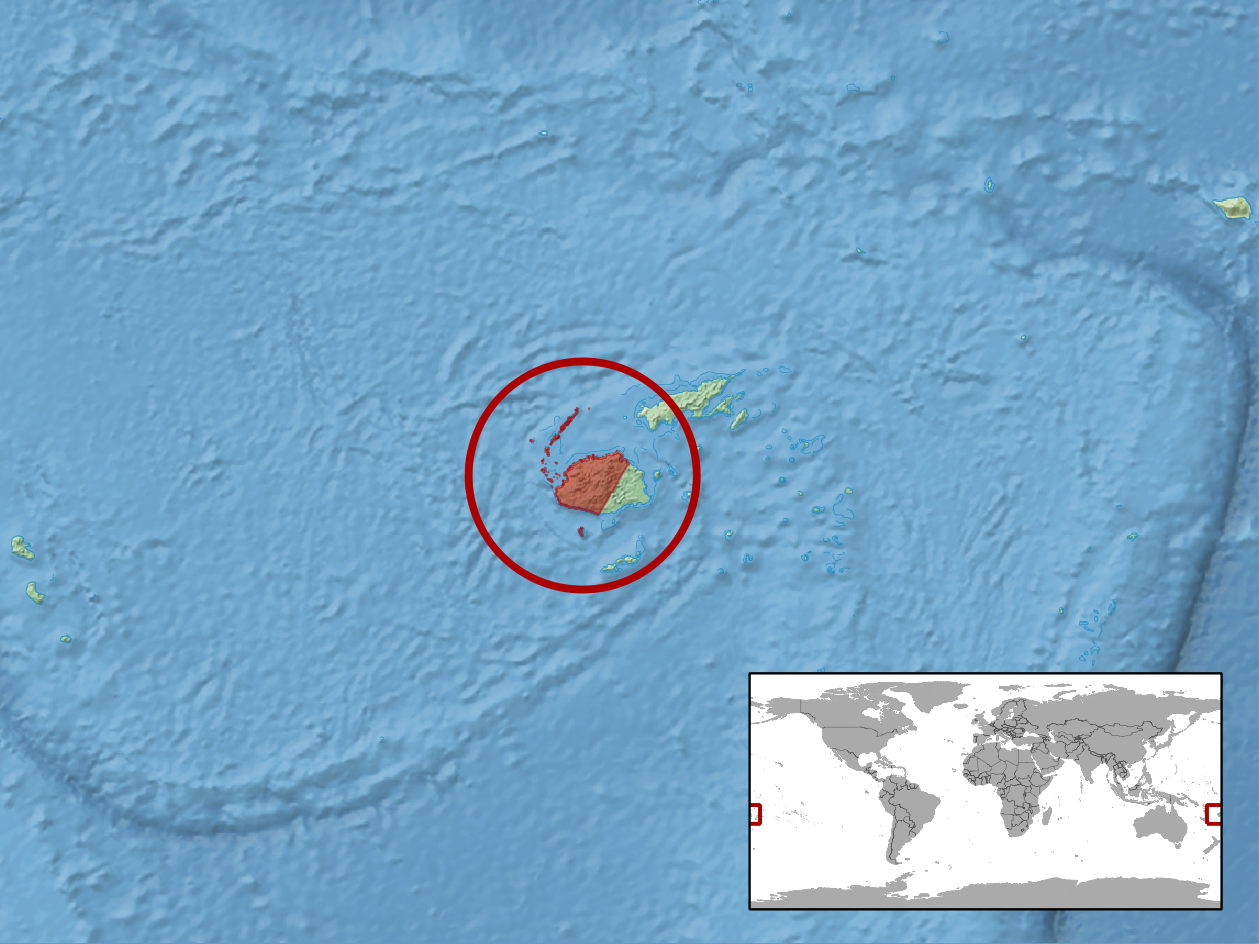
Leefgebied

Het is een van de drie soorten fijileguanen uit het geslacht Brachylophus, die endemisch zijn in Fiji. De leguaan heeft een zeer klein verspreidingsgebied en komt alleen voor op het eiland Yadua Taba. Ondanks de hier redelijk stabiele populatie is het de enige plaats ter wereld waar de leguaan voorkomt.
De habitat bestaat uit drogere tropische en subtropische bossen. De soort is aangetroffen van zeeniveau tot op een hoogte van ongeveer 500 meter boven zeeniveau.

### Beschermingsstatus
Door de internationale natuurbeschermingsorganisatie IUCN is de beschermingsstatus 'ernstig bedreigd' toegewezen (Critically Endangered of CR).

## Afbeeldingen

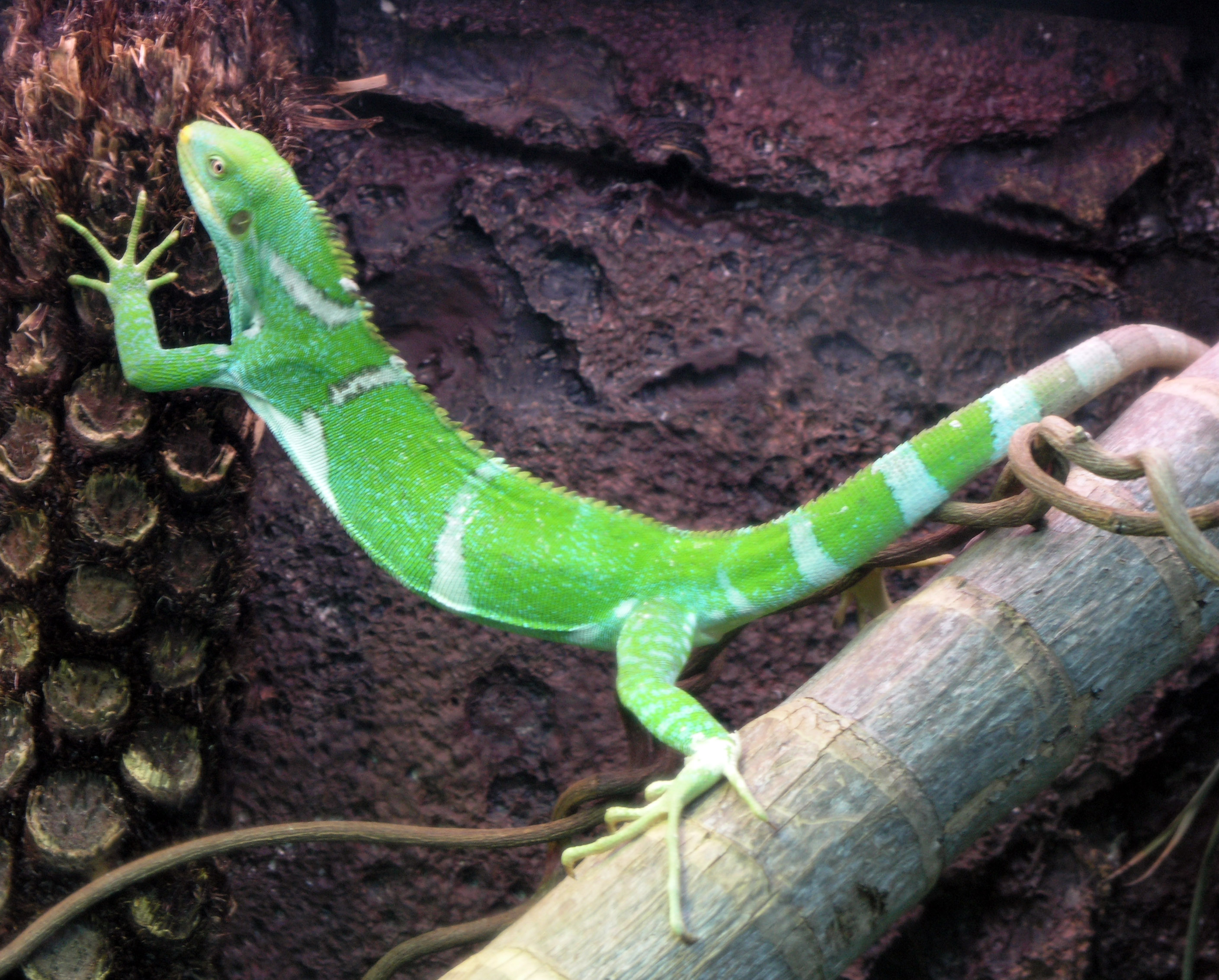
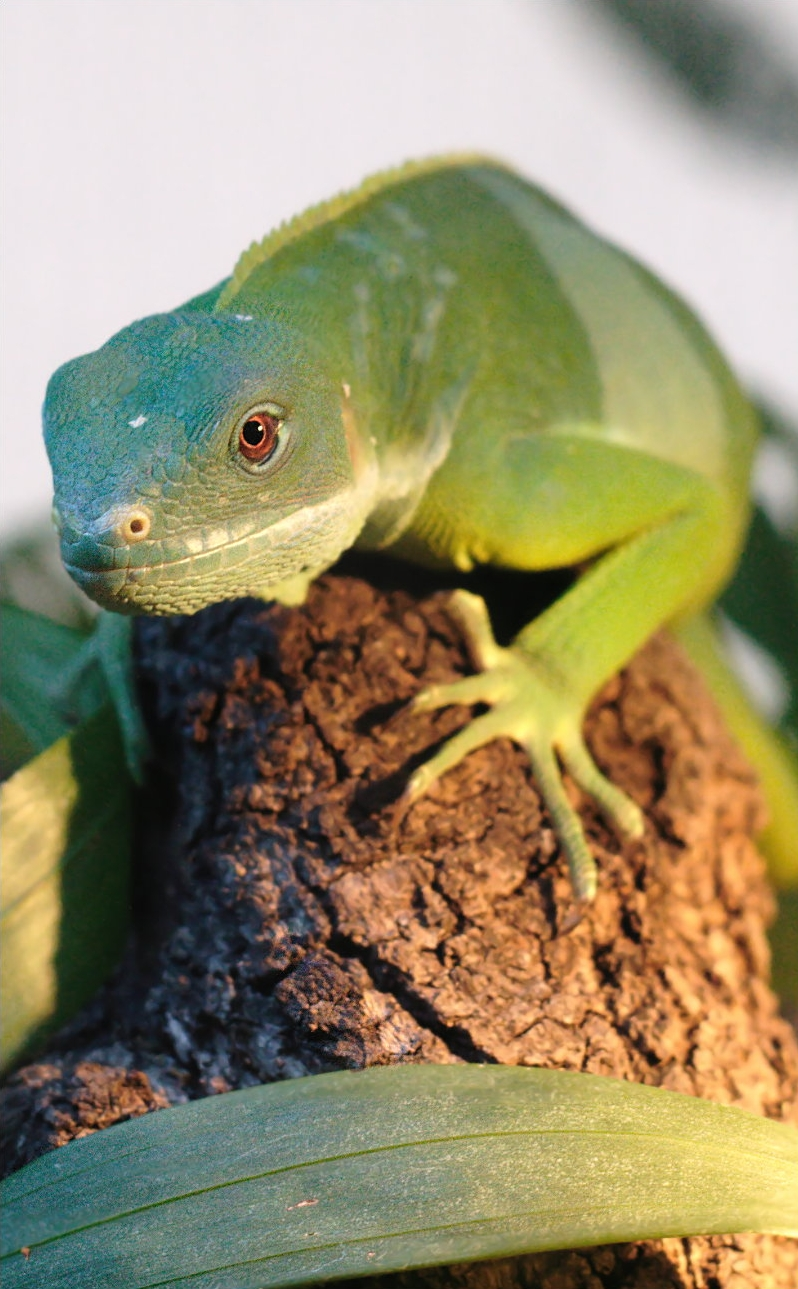
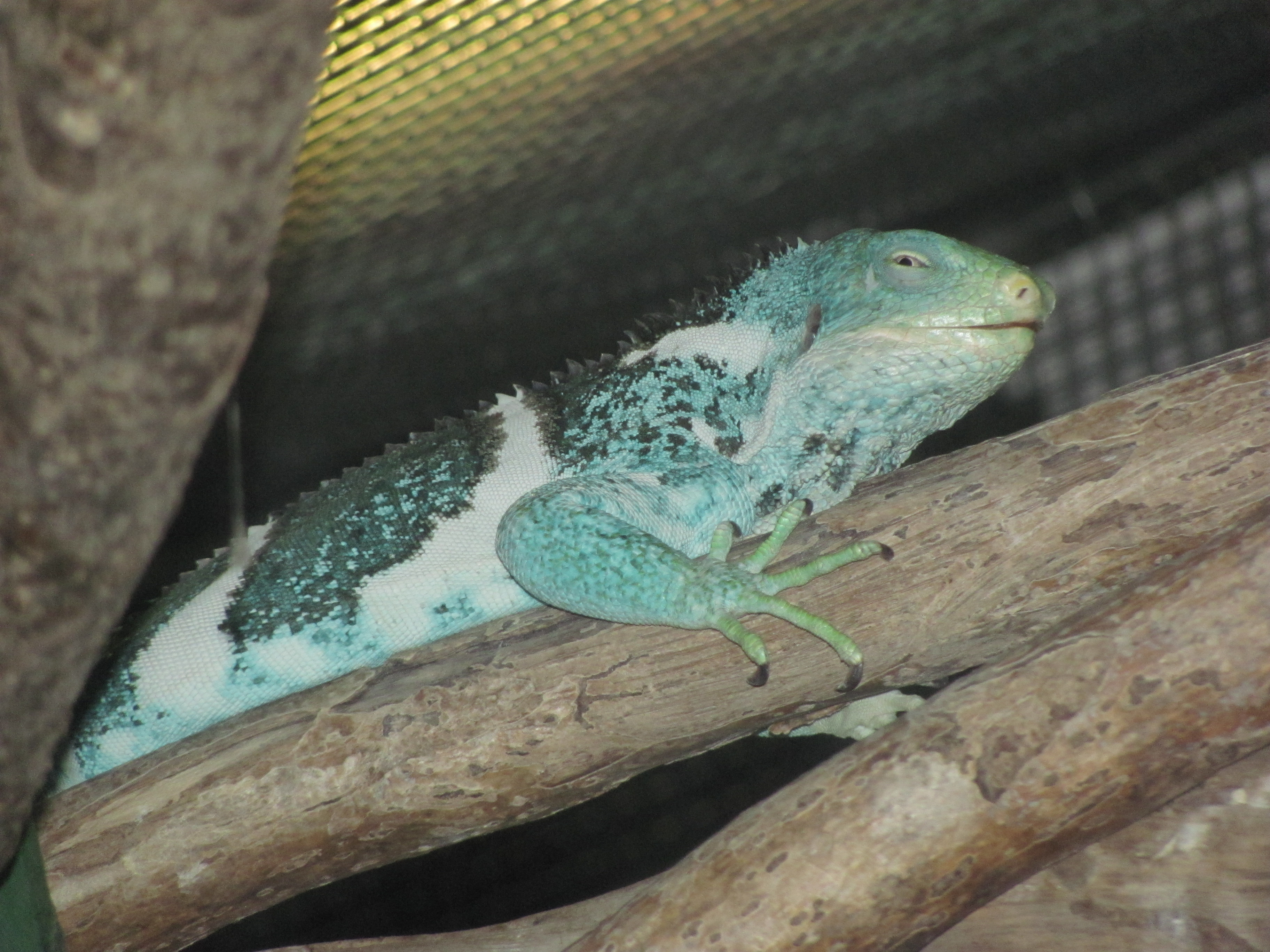
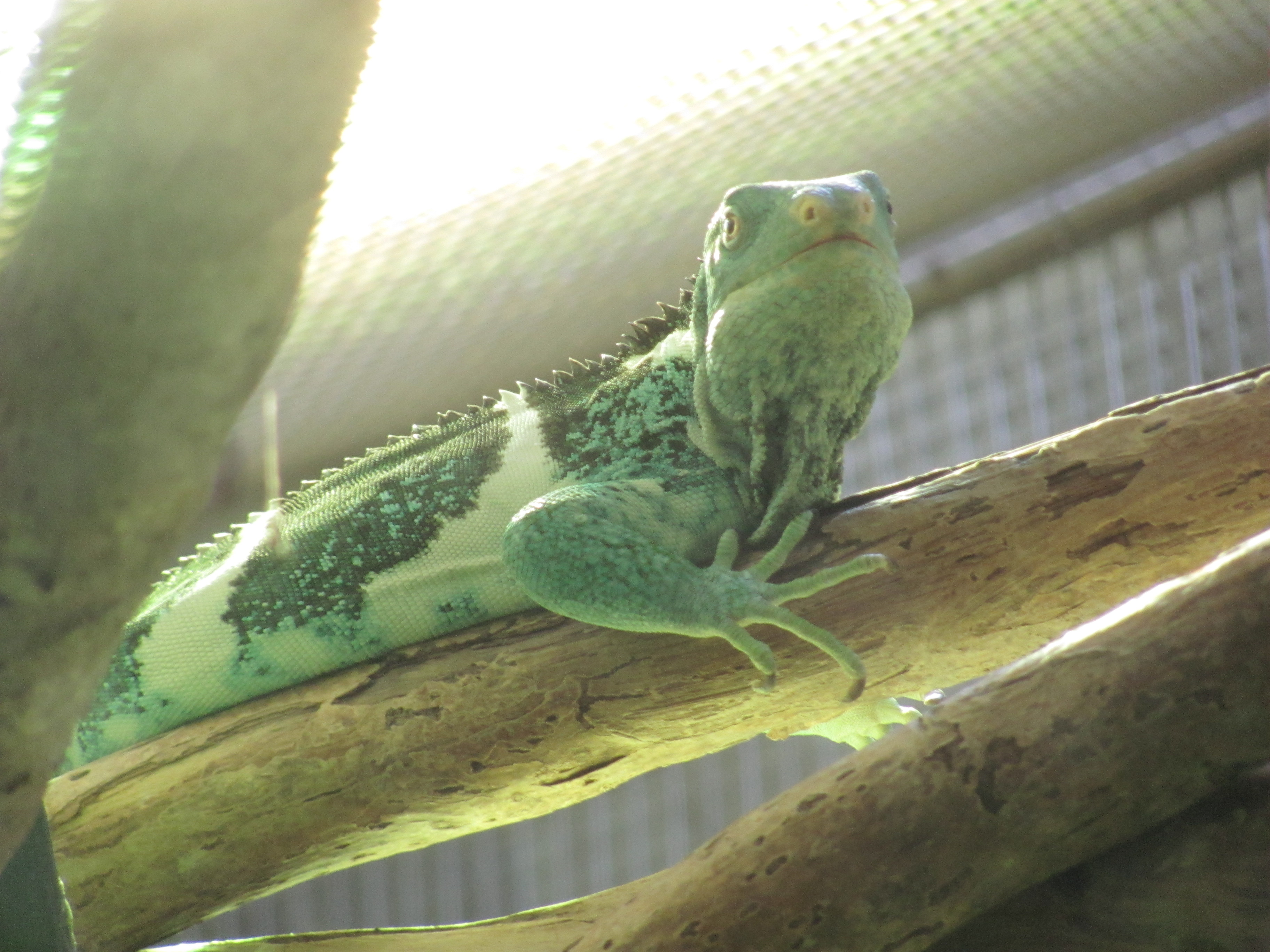